# Качанов Роман Абельович
Роман Абельович Качанов (25 лютого 1921 , Смоленськ  — 4 липня 1993 , Москва ) — радянський режисер-мультиплікатор, один із засновників російської лялькової (об'ємної) мультиплікації. Режисер, сценарист і художник-постановник мультиплікаційних фільмів.

## Біографія

### Ранні роки
Роман Качанов народився в 1921 у Смоленську. Мати — Хая Яківна Качанова, батько — Абель Менделевич Качанов, швець.
Мати Романа померла в 1932, коли йому було одинадцять років.
Навесні 1939 Роман Качанов був призваний на строкову службу до лав Червоної Армії. Він потрапив в льотне училище в Красноярськ. Він літав на винищувачах — стрільцем-радистом (другим пілотом). В 1940 літак, на якому літав Качанов, зазнав аварії. Перший пілот загинув, а Качанов опинився в госпіталі з важким пораненням. Командування викликало попрощатися з Качановим батька — Абеля Менделевича — і єдину сестру (старшу) — Марію. Більше вони не зустрічалися. Батько і сестра загинули в Смоленську під час німецької окупації.
Навесні 1941 а Качанов вступив до Московського інституту інженерів транспорту (МІІТ).
На початку війни був покликаний в Червону армію в повітряно-десантні війська в частину розквартированих у місті Чкаловський під Москвою. У період з 1941 по 1945. Служив в ВДВ. Був інструктором парашутно-десантної служби. Брав участь у спеціальних операціях у тилу ворога. В 1945 у війну закінчив старшим сержантом.
Ще до демобілізації в 1946 вирішив працювати в кіно. Перевівся на службу на кіностудію Міністерства оборони в Болшево.

### Робота
Після демобілізації прийшов на «Союзмультфільм». Поступив на курси художників-мультиплікаторів при кіностудії «Союзмультфільм» і закінчив їх в тому ж 1946 у.
З 1947 по 1957 працював художником-мультиплікатором, асистентом режисера і художником-постановником у режисерів-мультиплікаторів старшого покоління: Дмитро Бабіченко, Валентини та Зінаїди Брумберг, Льва Атаманова, Івана Іванова-Вано та Володимира Полковникова, якого вважав своїм вчителем у режисурі.
В 1958 у Качанов спільно з А. Каранович зробив як режисер свій перший фільм — «Старий і журавель», в 1959 у з тим же співрежисером — тонку поетичну картину за сценарієм Назима Хікмета «Закохані хмара», що отримала призи на фестивалях в Ансі, Оберхаузен і Бухарест тобто Асистентська робота відійшла в минуле і режисерська на цих двох фільмах дали йому великий професійний досвід, і надалі він перемкнувся, в основному, на режисуру.
Його фільми «Рукавичка», «Крокодил Гена», «Таємниця третьої планети» стали визнаною класикою вітчизняного та світового кінематографа.

## Нагороди
- МКФ к / м фільмів в Оберхаузен е — фільм «Закохані хмара» (1960)
- МКФ мультиплікаційного кіно в Ансі — спеціальна премія журі «За поетичність і народність у мистецтві», фільм «Закохані хмара» (1967)
- МКФ у Москві — срібна медаль у конкурсі дитячих фільмів, фільм «Рукавичка» (1967)
- МКФ мультиплікаційного кіно в Ансі — перша премія, фільм «Рукавичка» (1967)
- МКФ фільмів для дітей та юнацтва в Хіхон е — приз міста Хіхон «За високу художню якість мультиплікації», фільм «Рукавичка» (1968)
- МКФ фільмів для дітей та юнацтва в Хіхон е — Гран-прі «Золота пластина», фільм «Рукавичка» (1968)
- Всесоюзний кінофестиваль — перша премія, фільм «Рукавичка» (1968)
- Всесоюзний кінофестиваль — приз і премія за найкращий мультфільм, фільм «Чебурашка», (1971)
- Народний артист РРФСР (1981)
- Лауреат Державної премії СРСР (1982)

## Фільмографія

### Режисер
1. 1958 — «Старий і журавель»
2. 1959 — «Закохані хмара»
3. 1960 — «Машенька і ведмідь»
4. 1961 — «Новачок»
5. 1962 — «Образа»
6. 1963 — «Як кошеняті побудували будинок»
7. 1964 — «Альошин казки»
8. 1964 — «Жабеня шукає тата»
9. 1965 — «Портрет»
10. 1966 — «Потерялась онука»
11. 1967 — «Рукавичка»
12. 1968 — «Суперники»
13. 1969 — «Крокодил Гена»
14. 1970 — «Лист»
15. 1971 — «Чебурашка»
16. 1972 — «Мама»
17. 1973 — «Аврора»
18. 1973 — «Шапокляк»
19. 1975 — «Спадщина чарівника Бахрама»
20. 1977 — «Останній пелюстка»
21. 1978 — «Метаморфоза»
22. 1981 — «Таємниця третьої планети»
23. 1982 — «Чарівне ліки»
24. 1983 — «Чебурашка йде до школи»
25. 1983 — «Неопізнаний фільм»
26. 1985 — «Два квитки до Індії»
27. 1986 — «Чудеса техніки»

### Сценарист
1. 1958 — «Старий і журавель»
2. 1965 — «Ведмедик на дорозі»
3. 1969 — «Крокодил Гена»
4. 1971 — «Чебурашка»
5. 1972 — «Невдаха»
6. 1973 — «Аврора»
7. 1972 — «Чапля і журавель»
8. 1973 — «Шапокляк»
9. 1975 — «Спадщина чарівника Бахрама»
10. 1977 — «Остання пелюстка»
11. 1977 — «Свято неслухняності»
12. 1978 — «Метаморфоза»
13. 1982 — «Про діда, бабу і курочку Рябу»
14. 1983 — «Чебурашка йде до школи»
15. 1983 — «Неопізнаний фільм»
16. 1985 — «Дереза»
17. 1989 — «Прибулець в капусті»

### Художник-постановник
1. 1953 — «Хоробрий Пак»
2. 1955 — «Зачарований хлопчик»
3. 1956 — «Шакаленок і верблюд»
4. 1958 — «Грибок-теремок»

### Мультиплікатор
1. 1948 — «Федя Зайців»
2. 1950 — «Чарівний скарб»
3. 1950 — «Хто перший?»
4. 1950 — «Казка про рибака та рибку»
5. 1951 — «Ніч перед Різдвом»
6. 1952 — «Аленький цветочек»
7. 1952 — «Снігуронька»
8. 1953 — «Брати Лю»
9. 1954 — «Царівна-жаба»
10. 1954 — «Золота антилопа»
11. 1954 — «Солом'яний бичок»
12. 1955 — «Незвичайний матч»
13. 1955 — «Півник — золотий гребінець»
14. 1956 — «Шакаленок і верблюд»
15. 1957 — «У деякому царстві»
16. 1958 — «Петя і вовк»

### Рукавичка
У 1967 році Роман Качанов створив мультиплікаційний фільм «Рукавичка», що отримав широке міжнародне і внутрішнє визнання. Це був перший в СРСР ляльковий мультфільм, тепло прийнятий за межами країни і став класикою світової мультиплікації 20-го століття.

### Трилогія про Крокодила Гену, Чебурашку і Шапокляк
У цих фільмах Романом Качановим вперше були створені анімаційні образи Чебурашки, Крокодила Гени та старухи Шапокляк, які увійшли в російську культуру. Характери і образи цих героїв донині тиражуються і живуть у численних аудіовізуальних творах, поп-культурі та фольклорі.

### Таємниця третьої планети
Культовий повнометражний мультиплікаційний фільм за мотивами повісті Кіра Буличова «Подорож Аліси».

## Вплив
Творчість Романа Качанова зробило помітний вплив на вітчизняну і зарубіжну лялькову (об'ємну) мультиплікацію. Його учнями вважали себе Кіхачіро Кавамото (Японія), Моніка Краузе (НДР), Юрій Норштейн (СРСР) та інші.
Вів майстерню на Вищих режисерських курсах.
Син Романа Абельовича — Роман Романович — став режисером і сценаристом, які працює в ігровому кінематографі.